# Караван-сарай (Оренбург)
Оренбурзький Караван-сарай ( башк. Каруанһарай ) - башкирська національна пам*ятка, історико-архітектурний комплекс в м. Оренбурзі  . Був побудований в 1837 - 1846 роках на добровільні пожертвування башкир для розміщення канцелярії командувача Башкиро-мещерякського війська, готелі для башкир і мішар, які приїжджали в Оренбург «за своєю потребою і у справах служби», майстерні та школи для башкир  . Історико-архітектурний комплекс складається з Башкирського народного дому та мечеті. Оригінальний проект архітектора Олександра Брюллова був розроблений як стилізація під традиційний башкирський аул : центральна домінанта ансамблю - восьмикутна мечеть.

## Будівництво Караван-сараю

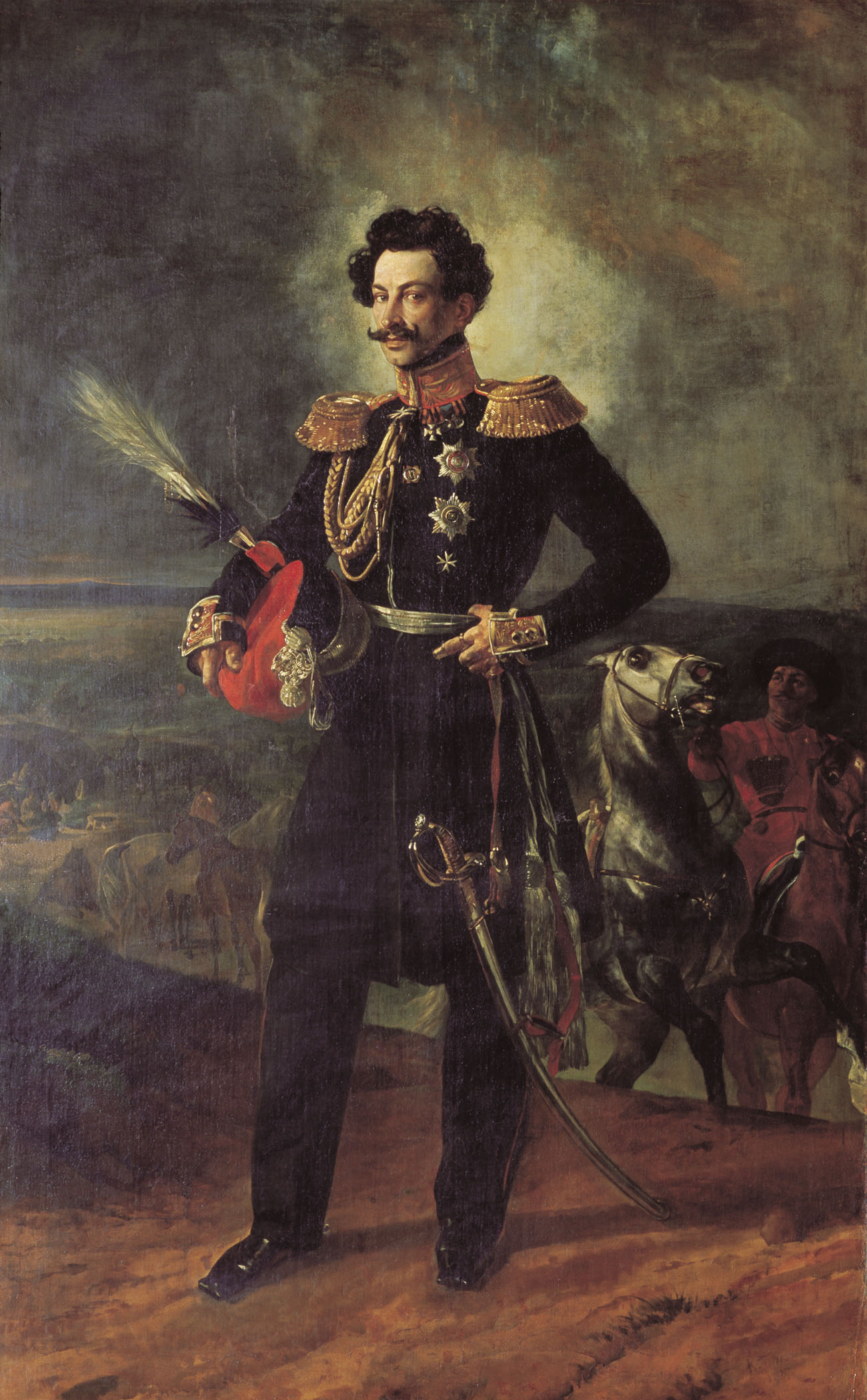
Перовський Василь Олексійович, в 1833-42 оренбургський військовий губернатор. Внук Кирила Розумовського

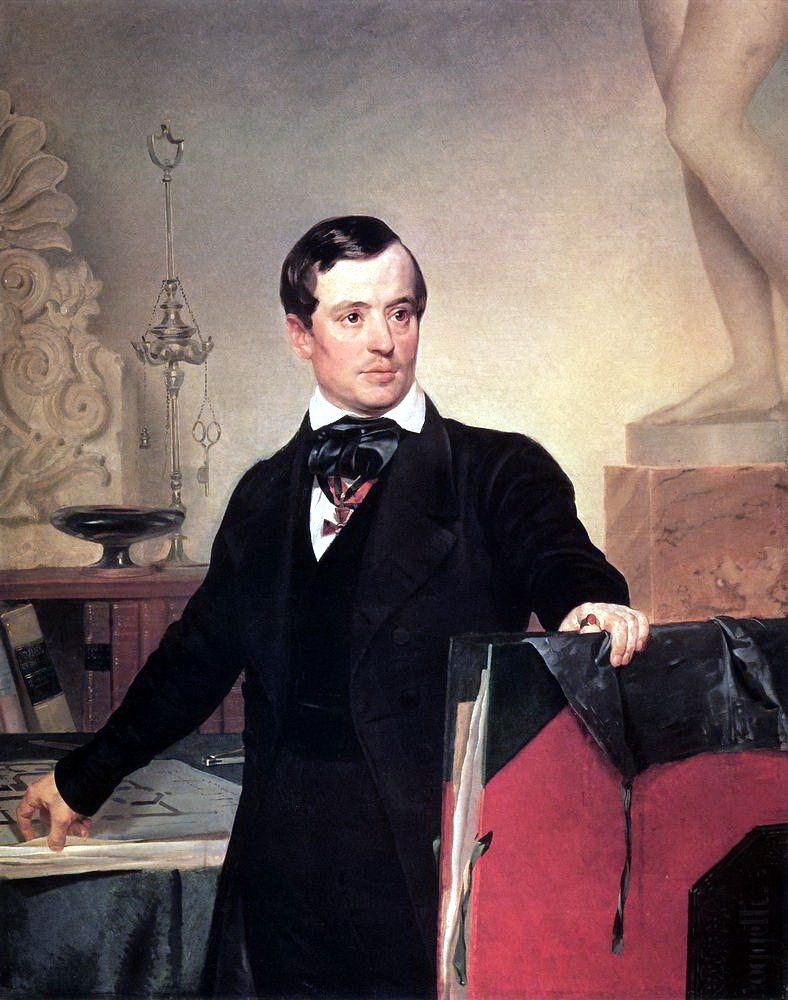
А. П. Брюллов

У першій половині XIX століття в Оренбурзі розміщувалося командування Окремого Оренбурзького корпусу до складу якого входили Башкиро-Мещерякське військо, Оренбурзьке козацьке військо, Ставропольське калмицьке військо, Уральське козацьке військо. Внаслідок цього кантонні начальники та інші чиновники часто приїжджали в Оренбург у службових справах. Також на службу до Оренбурга щорічно прибував невеликий контингент іррегулярних військ. Однак з 1822 року жителі Оренбурга були звільнені від постійної повинності, що робило проблему забезпечення житлом актуальною. Для вирішення частини цієї проблеми оренбурзький військовий губернатор В. А. Перовський вирішив збудувати спеціальне приміщення. У своєму зверненні до начальників башкирських і мещеряцьких кантонів 20 квітня 1836 він зазначав, що «приїжджають в Оренбург за своєю потребою і по службі башкири і мішарі не мають жодного притулку в місті» і закликав їх зробити пожертвування для будівництва в Оренбурзі «заїжджого двору Караван-Сарая»  .
Оренбург у першій половині XIX століття був великим азіатсько-російським торговим центром, тому було важливо, щоб передбачуваний до споруди комплекс будівель не викликав у якихось негативних асоціацій, а мав звичні для їх сприйняття зовнішні контури. Це зумовило вимоги до спорудження. Проектувальники мали спроектувати «...будинок для військової канцелярії башкирського війська, мечеть з мінаретом, приміщення для башкирських чиновників і нижніх чинів, що приїжджають в Оренбург, майстерні. Всі ці будови кам'яні, і їх призначення змушує бажати, щоб зовнішня архітектура наближалася скільки можна до азіатського смаку»  .

Спочатку передбачалося розмістити комплекс у фортеці. При цьому казарма для башкир і мещеряків, що приїжджають, повинна була поміщати до 20 чиновників, що поміщалися по два і більше осіб у кожній кімнаті, а для нижніх чинів повинні були бути організовані одна або дві великі кімнати, які могли вмістити до 100 осіб. При цих приміщеннях мала бути спільна кухня  .
Восени 1836 року підготовка проектів була доручена двом архітекторам: М. П. Корінфському та А. П. Брюллову . Із запропонованих проектів було відхилено проект М. П. Коринфського, оскільки на думку В. А. Перовського, запропонований архітектором вигляд комплексу не відповідав його призначенню. Проект А. П. Брюллова було затверджено 19 січня 1837 року.

За активної участі башкир було здійснено збір основних засобів та будівництво комплексу. Виготовлення будівельних матеріалів, їх транспортування та решту будівельних робіт також виконували башкири. В окремі періоди у роботах брало участь понад 1 тис. башкир із кіньми. У журналі « Російська старовина » за 1896 рік сказано, що всі будівлі проводилися башкирами, що призначалися з полків і кантонів: «Необхідний для будівель ліс сплавлявся з Башкирії по річці Сакмар башкирами. Камінь і вапно також вироблялися ними за 20 верст від Оренбурга на Гребенській горі».
Завершення будівництва основного корпусу Караван-сараю належить до 1842 року . Деякі приміщення верхнього поверху були закінчені ще раніше, і в грудні 1841 року в них вже розмістилася канцелярія командувача Башкиро-Мещерякського війська. Будівництво мечеті та мінарету було завершено в 1842 (за іншими даними - в 1844 ) році. Багато часу зайняла внутрішнє оздоблення мечеті та зовнішнє облицювання мінарета кахлями.
Урочистості з нагоди відкриття Караван-сараю були приурочені до дня народження царя Миколи I і відбулися 30 серпня 1846 року . Було влаштовано грандіозне свято, організовано частування, відбулися традиційні башкирські стрибки. Було відслужено молебень у мечеті (перший мулла — Гатаулла Алтингузін; було близько 3,5 тис. вірних)

## Подальша історія

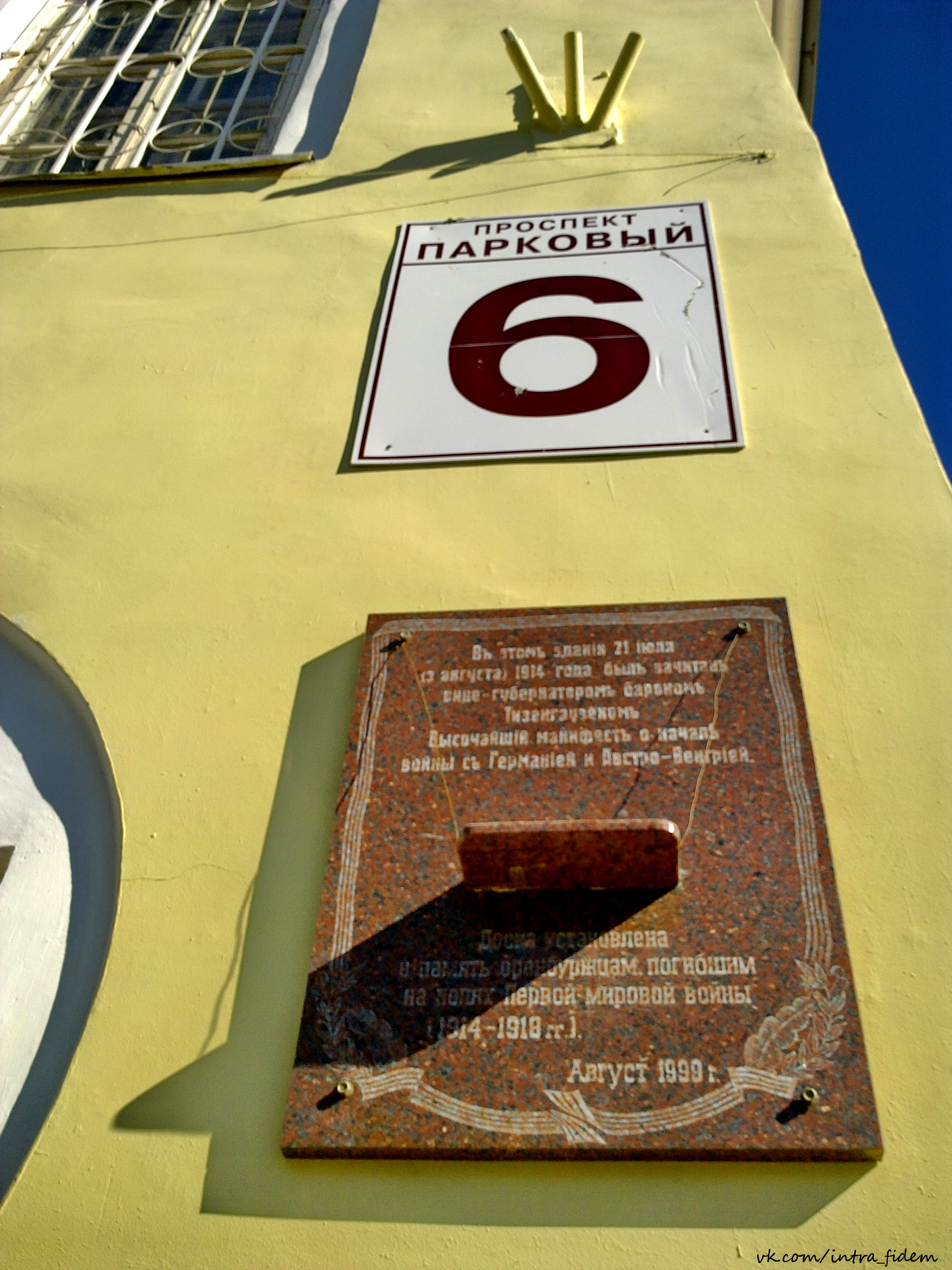
Дошка оренбуржцям, які загинули на полях Першої світової війни

До 1865 Караван-сарай служив за своїм призначенням - в ньому розташовувалася канцелярія Башкирсько-мещерякського (казачого) війська  і одночасно навчалися башкирські діти.
Після ліквідації управління Башкирським військом в 1865 Караван-Сарай був незаконно відібраний у башкирського народу. За розпорядженням губернатора В. Обручева в будівлі були розміщені квартира і канцелярія начальника Оренбурзької губернії, губернські місця, комісія з розмежування башкирських земель. Для служителів мечеті було залишено дві невеликі квартири. Це викликало велкие обурення башкир, під скаргою про повернення незаконно відібраного Караван-Сарая підписалося близько 10 тис. осіб.
У 1867 губернатор М. А. Крижанівський клопотав про перенесення мечеті і мінарета до іншого місця, посилаючись на неприпустимість сусідства губернських установ із мусульманськими культовими закладами. Міністерство внутрішніх справ, побоюючись народних заворушень, не дало на це дозволу.
II Всебашкирський з'їзд, що проходив Оренбурзі з 20 по 27 липня 1917 рік, спеціально обговорив питання повернення башкирам відібраного в них царським урядом: Караван-Сарая і виніс постанову: «Караван-Сарай як будинок, побудований власною башкирами ..., з'їзд оголошує національно народу».

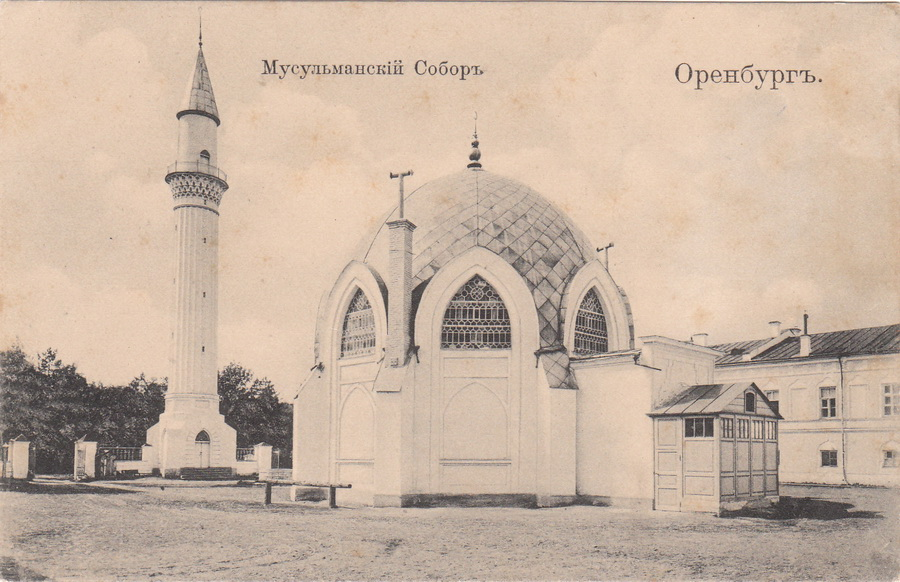
Караван-Сарайська мечеть. 1913 рік

На курултаї башкир у серпні 1917 року було порушено питання повернення Караван-сарая башкирам: «Вимагати, щоб „останнього було звільнено і представлено Центральному шуро“, доручити президії заявити про це Керенському і Оренбурзькому комісару» 
З 16 листопада 1917 року по 14 лютого 1918 року в Караван-Сараї розміщувався Башкирський уряд  (шуро) .
Голова колишнього Башкирського обласного бюро та член Комісаріату у справах мусульман при Наркомнаці Ш. Манатов у січні 1918 р. розмовляв з цього питання з В. І. Леніним . В. І. Ленін з великим інтересом та участю розглянув проект декрету про повернення Караван-сараю башкирам; він запитав: «Караван-Сарай досі ще не повернуто башкирам?». І відразу сказав: «Треба його швидше віддати». Прочитавши підготовлений проект, він вставив між словами Башкирський дім слово народний.

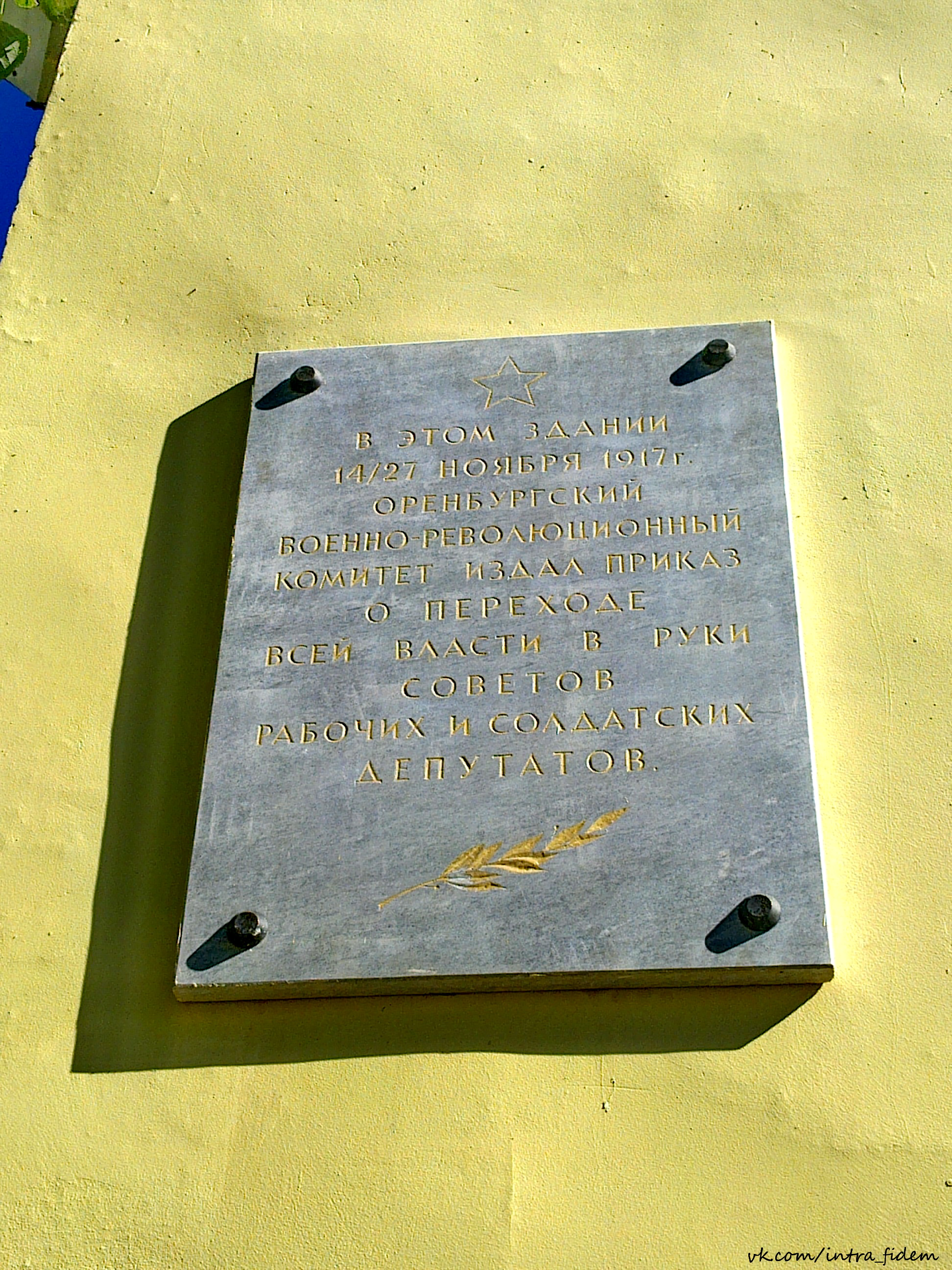
Меморіальна дошка про перехід усієї влади до рук Рад

Декрет про повернення Караван-сараю башкирам було прийнято за вказівкою В. І. Леніна у лютому 1918 року Народний Комісаріат у справах національностей 6 лютого 1918 року надіслав на адресу виконавчого комітету Оренбурзької Ради робітничих і солдатських депутатів, телеграму:
«Просимо опублікувати у загальне подання що за рішенням Народного Комісаріату у справах національностей Башкирський народний дім та мечеть під назвою „Караван-Сарай“ в Оренбурзі передається на повне розпорядження башкирського трудового народу в особі обласної Ради башкир».
З серпня по листопад 1918 року в Караван-сараї знову розмістилися Башкирський уряд та його військові установи.

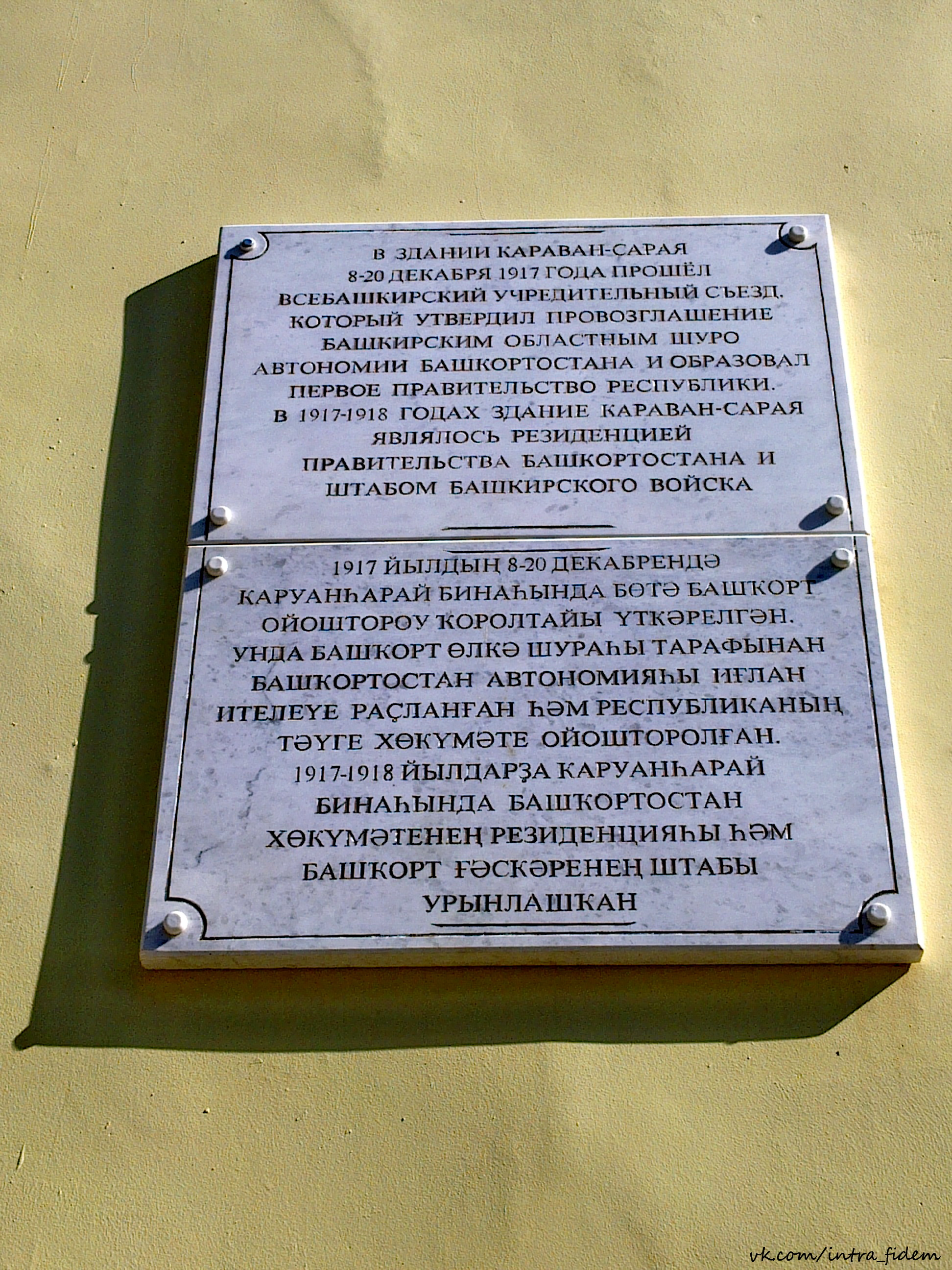
Дошка про Всебашкирський установчий з'їзд

У 1920 році в будівлі Караван-сараю був відкритий Башкирський інститут народної освіти, перетворений пізніше на Башкирський педагогічний технікум .
У вересні 1924 року архітектурний комплекс (крім приміщення педагогічного технікуму, залишеного у віданні Башнаркомпросу) було передано Оренбурзькій губернії, що входила тоді до Киргизької АРСР (частина території якої сьогодні входить до складу Казахстану), а в 1934 році, з освітою області, - Оренбург .
Відповідно до постанови Ради Міністрів РРФСР від 30 серпня 1960 року № 1327 "Караван-Сарай" віднесений до категорії пам'яток архітектури державного значення. Протягом багатьох років башкири порушували питання про повернення Караван-сараю у власність Башкортостану . 10 червня 1989 року було створено Оренбурзьке обласне башкирське культурно-просвітницьке товариство «Караван-сарай», одним із основних завдань якого було повернення комплексу Караван-Сарай його законному власнику — башкирському народу.
З кінця 80-х років XX століття башкирська громадськість почала порушувати питання про передачу Караван-сараю народу. Ці вимоги знайшли відображення в Зверненні адресованому керівництву Оренбурзької області прийнятому 18 грудня 1989 на 1 (IV) з'їзді Башкирського народного центру «Урал», в якому йшлося про необхідність перетворення Караван-Сараю в культурний центр башкир Оренбурзької області  .
Це питання обговорювалося і зборах башкирської громадськості міста Уфи і республіки, скликаних 10 травня 1990 року з ініціативи Башкирського народного центру «Урал» і Клубу башкирської культури «Актирма». У резолюції зборів наголошувалося: «Добитися, щоб обком КПРС, Рада Міністрів БАРСР, творчі спілки взяли під свій захист та контроль задоволення духовних та культурних запитів башкир, які проживають в інших областях та республіках країни. Увійти керівним органам республіки у зв'язку з відповідними органами сусідніх областей та республік для врегулювання питань надання допомоги у справі забезпечення культурно-мовних потреб башкирського населення. Досягти реалізації вимог башкирського народу щодо повернення йому Караван-сараю — башкирського народного дому»  .
У Договорі від 19 квітня 1990 року про взаємне співробітництво між Оренбурзькою областю та Башкирською АРСР було зафіксовано пункт про необхідність надати сприяння та допомогу Оренбурзькому міськвиконкому у поверненні башкирської громадськості Башкирського Народного дому «Караван-сарай», відновлення в ньому.  .
Проте адміністрація Оренбурзької області не активізувала роботу у цьому напрямі. Тому II (V) Всесоюзний з'їзд башкирського народу (22-23 лютого 1991 року) прийняв спеціальну Резолюцію про башкирський народний будинок Караван-Сарай у м. Оренбурзі. У резолюції наголошувалося: «Неодноразові звернення башкирської громадськості та Ради Міністрів БРСР до керівництва області та міста не знаходять порозуміння з їхніх сторін. Посилання керівників області на всякі труднощі нічим не виправдані, бо немає об'єктивних причин для ухвалення рішення про передачу Будинку башкирському народу ще до звільнення його від установи, що там оселилася. Висловлюючи волю башкирського народу, V Всесоюзний Башкирський народний з'їзд вимагає від керівників Оренбурзької області та міста негайно вирішити питання повернення Башкирського народного Будинку Караван-Сарай його господареві — башкирському народу. Тільки йому має належати право вирішувати, як використати надалі цей архітектурний комплекс. Швидше за все, башкирська громадськість ухвалить рішення про організацію тут башкирського громадського та культурного центру. V Всесоюзний народний з'їзд заявляє, що Оренбурзька влада не має права розпоряджатися в чужому будинку і міркувати, кого пустити в цей будинок, що там організувати і т. д. Словам В. І. Леніна про повернення будинку башкирському народу немає альтернативи. Від імені башкирського народу з’їзд заявляє, що народ залишає за собою право організувати масові виступи за відновлення свого права власності на Караван-Сарай, аж до застосування інших методів впливу»  .
Відповідно до рішення з'їзду в 1992—1994 роках у м. Оренбурзі перед Караван-Сараєм з ініціативи Оренбурзького обласного башкирського центру «Караван-Сарай» та за участю представників башкирських громадсько-політичних організацій Республіки Башкортостан пройшли мітинги, які вимагають передати Караван-Сарай.  .
У цей час до вирішення питання підключилися керівництво Республіки Башкортостан. У травні 1992 року Рада Міністрів Республіки Башкортостан звернувся до голови адміністрації Оренбурзької області В. В. Єлагіна з проханням розглянути питання про повернення Караван-сараю башкирському народу і заявив про готовність взяти на себе відшкодування витрат на реставрацію комплексу  .
25 травня 1994 року між Урядом РФ та Урядом Республіки Башкортостан було підписано угоду, за якою передбачалося, що комплекс Караван-Сарай у місті Оренбурзі, включаючи будівлю мечеті із земельною ділянкою, стане об'єктом державної власності Республіки Башкортостан на території Російської Федерації після погодження з органами виконавчої влади Оренбурзької області.  .
У вересні 1996 року, під час проведення Днів Республіки Башкортостан в Оренбурзькій області, присвячених святкуванню 150-річчя від дня відкриття Караван-Сарая, було підписано угоду про спільне використання історико-архітектурної пам'ятки «Караван-Сарай».
У 2006 році президент Башкортостану Муртаза́ Губайду́ллович Рахімов 
|  | «В історії кожного народу є особливі цінності, які найповніше відображають його національний дух. Таким втіленням духу башкирського народу став Караван Сарай. Побудований башкирами на добровільні пожертвування, зібрані ними для розміщення башкирських військових команд, що формуються в м. Оренбурзі, училища для хлопчиків-башкир та військової мечеті, ця унікальна історико-архітектурна пам'ятка — національна гордість башкирського народу». |

В даний час в історико-архітектурному комплексі знаходиться Торгово-промислова палата Оренбурзької області та інші організації, що діє мечеть. Мечеть використовується мусульманським релігійним об'єднанням "Караван-Сарай".

## Архітектура Караван-сараю
Караван-сарай спочатку був побудований на відстані від міста, на вільному майданчику, але згодом опинився в оточенні житлових кварталів Оренбурга. На відведеній ділянці було розбито оточений кам'яним парканом парк, який досі не зберігся в колишніх межах. Комплекс будівель представлений основним корпусом, мечеттю та мінаретом. В основу планувальної структури покладено прийом планування будівель з внутрішнім двором, що має прямокутну форму і напіввідкритий в один бік. Мечеть і мінарет вписані в контур основного корпусу та розташовані на головній осі його симетрії таким чином, що восьмикутна у плані мечеть утворює центр композиції, а мінарет закріплює вісь ансамблю з боку в'їзду у двір. В об'ємно-просторовому рішенні комплексу використано прийом протиставлення енергійної вертикалі мінарета спокійній горизонталі головного корпусу  .
У той самий час Б. Г. Калімулін відзначає, що така композиція плану не викликана ні призначенням приміщень, ні міркуваннями компактного планування. Він припускає, що подібна схема була обрана тому, що нагадувала схеми влаштування літніх башкирських аулів, в яких житла розташовувалися таким чином, що утворювали близьку до кола або овалу лінію плану, а в центрі розташовувалося житло старійшини. В результаті аул був своєрідним напівзамкненим колективним двором, з об'єднуючим смисловим центром, на який орієнтувалися всі виходи з окремих жител  .

### Основний корпус
Основний корпус Караван-сараю є найбільшим за площею та обсягом будинком комплексу. Його складають п'ять пов'язаних одновисотних обсягів, що утворюють у плані П-подібну форму. До центрального об'єму, що становить задній план будівлі, примикають два бічні крила, до яких, у свою чергу, перпендикулярно примикають два об'єми, що залишилися, що становлять передній план композиції. Подібне розташування об'ємів основного корпусу утворює внутрішній парадний двір, що має прямокутну форму, близьку до квадрата (48 × 53 м), напіввідкритий у південну сторону і відокремлений від вулиці двома воротами  .
У конструктивному плані основний корпус Караван-сараю вирішено просто. Зовнішні та внутрішні стіни завдання зроблені з обпаленої червоної цеглини на вапняному розчині. Більшість міжповерхових перекриттів виконана з цегляних хрестових склепінь, що спираються на зовнішні капітальні стіни та внутрішні стовпи. Частина перекриттів – плоска по дерев'яних балках. Для внутрішнього зв'язку між поверхами зроблено п'ять сходів, ув'язнених у капітальні стіни. Капітальні стіни як зовні, так і всередині оштукатурені та пофарбовані.
В основному корпусі об'єднані різні за характером та призначенням численні приміщення. Планом передбачено розміщення тут училища для башкирських дітей із зразковими майстернями (слюсарною, ковальською, столярною, малярною, шорно-сідельною та ін.), квартири для командувача башкирського війська, для тимчасового проживання приїжджих з районів башкир та для обслуговуючого персоналу  .
Приміщення мають просте, раціональне планування, що відповідає призначенню приміщень, та скромне оздоблення, виконане з дотриманням економії матеріальних та декоративних засобів. Багато приміщень основного корпусу є прохідними, що дозволило архітектору звести площу коридорів до мінімуму. У будівлі передбачено пічне опалення, яке здійснюється за допомогою прямокутних печей, встановлених у зручних місцях.
Об'єднання в одному будинку різнохарактерних приміщень зажадало організації окремих ізольованих входів до будівлі. З боку внутрішнього парадного двору рівномірно розміщено тринадцять таких входів: три на східній стороні, п'ять на північній стороні, три на західній стороні та по одному на торцях, орієнтованих у бік в'їзду  .
До основного корпусу зі східної та західної сторін примикали особливі двори, службові для господарських потреб (стайня, каретник, льодовик тощо. буд.), сполучення з якими здійснювалося через влаштовані перших поверхах у кожний бік арки-проходи. У господарські двори було передбачено спеціальні в'їзди  .

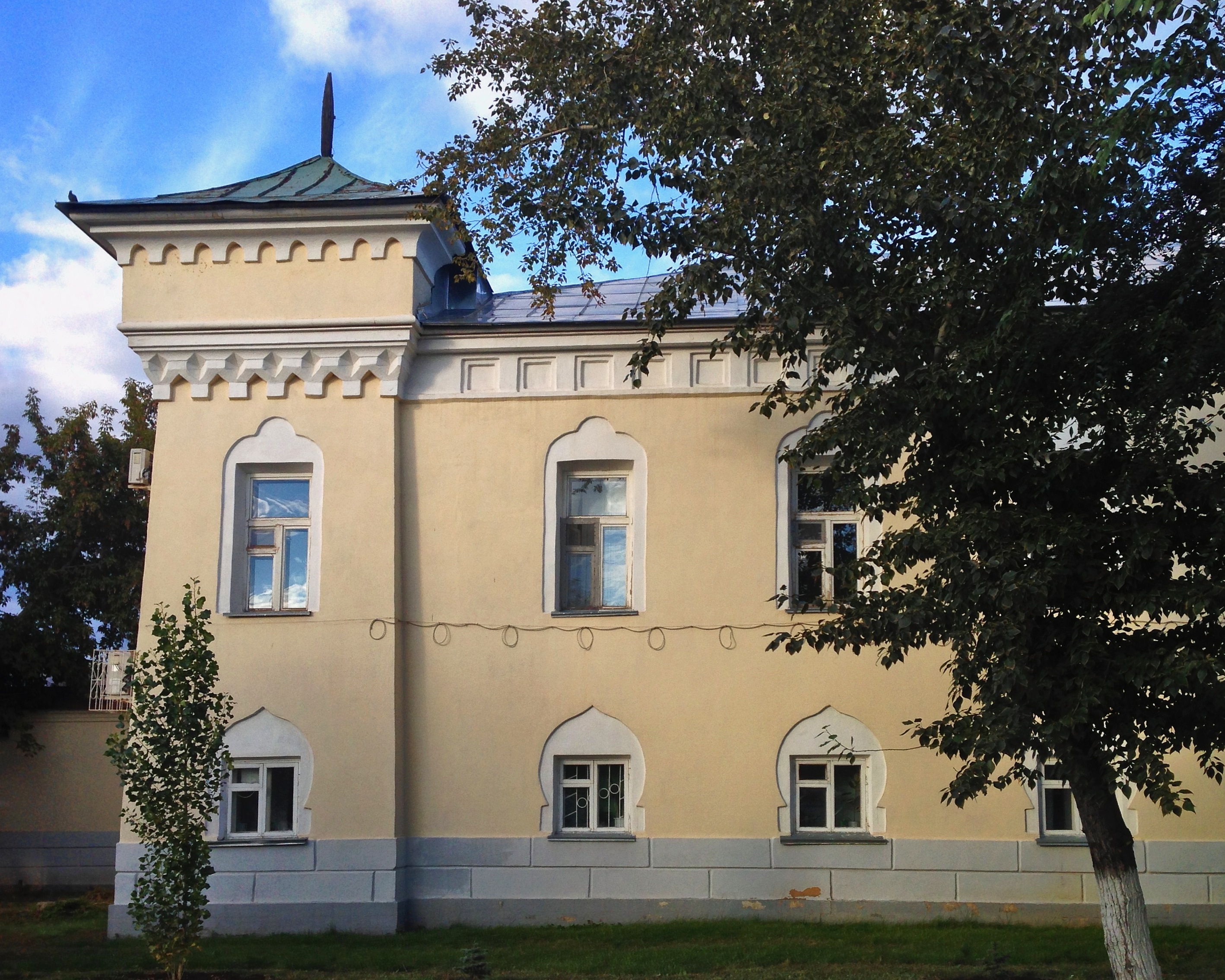
Зовнішній фасад основного корпусу

Фасади будівлі вирішено по-різному. Поверхня стін зовнішніх фасадів залишена гладкою, за винятком рідкісних віконних отворів. Кути головного фасаду акцентовані ризалітами, що звужуються догори, верхня частина яких оформлена своєрідним сталактитовим фризом, а над карнизом піднімаються легкі чотирисхилі гостроверхі дахи. Ці башти підкреслюють загальну вертикальну спрямованість споруди. Інші зовнішні фасади вирішені більш стримано, проте їх кути відзначені піднесеннями невеликих веж  .
Внутрішні фасади вирішені найпростішими засобами. Вони розбиті за висотою на дві майже рівні частини горизонтальними поясками, протягнутими на лінії підвіконь другого поверху та на рівні міжповерхового перекриття, що підкреслюють загальну горизонтальну протяжність фасадів. Це дозволяє досягти того, що в порівнянні з іншими об'єктами комплексу будівля зорово здається нижчою. Архітектурна обробка першого поверху надає йому підлеглого характеру. Цоколь сильно рустований. Вище за нього, на гладі стіни, у неглибоких нішах, що мають обрис шпороподібних арок, розміщені квадратні вікна та входи до будівлі. Інші архітектурні елементи під час архітектурної обробки першого поверху не використовуються. Фасади другого поверху виразніші Тут прямокутні вікна, що мають розмір 1,1 × 2,2 м, аналогічно вікнам першого поверху заглиблені в ніші, які оформлені у своїй верхній частині як трипелюсткові арки. Для зорового зменшення масивності невисокої будівлі з рідким розташуванням віконних прорізів і великою кількістю гладких стін, широкі простінки перетворені на помилкові вікна, укладені в такі самі арочні ніші. По фасаду, трохи вище за арок, проходить широка стрічка фриза, що складається з прямокутних відступів (ніш) і рамок. Вінчає будівлю основного корпусу карниз найпростішого профілю, що незначно виступає  .
Внутрішні фасади, вирішені з використанням прийомів, що підкреслюють їх підлеглий характер, покликані наголосити на ролі мечеті в композиції комплексу. При вирішенні зовнішніх фасадів, що виходять у парк, де поблизу були відсутні інші будівлі, архітектор був позбавлений необхідності зіставляти та порівнювати їх, тому він сконцентрувався на тому, щоб зробити фасади більш піднятими та виразними  .

### Мечеть

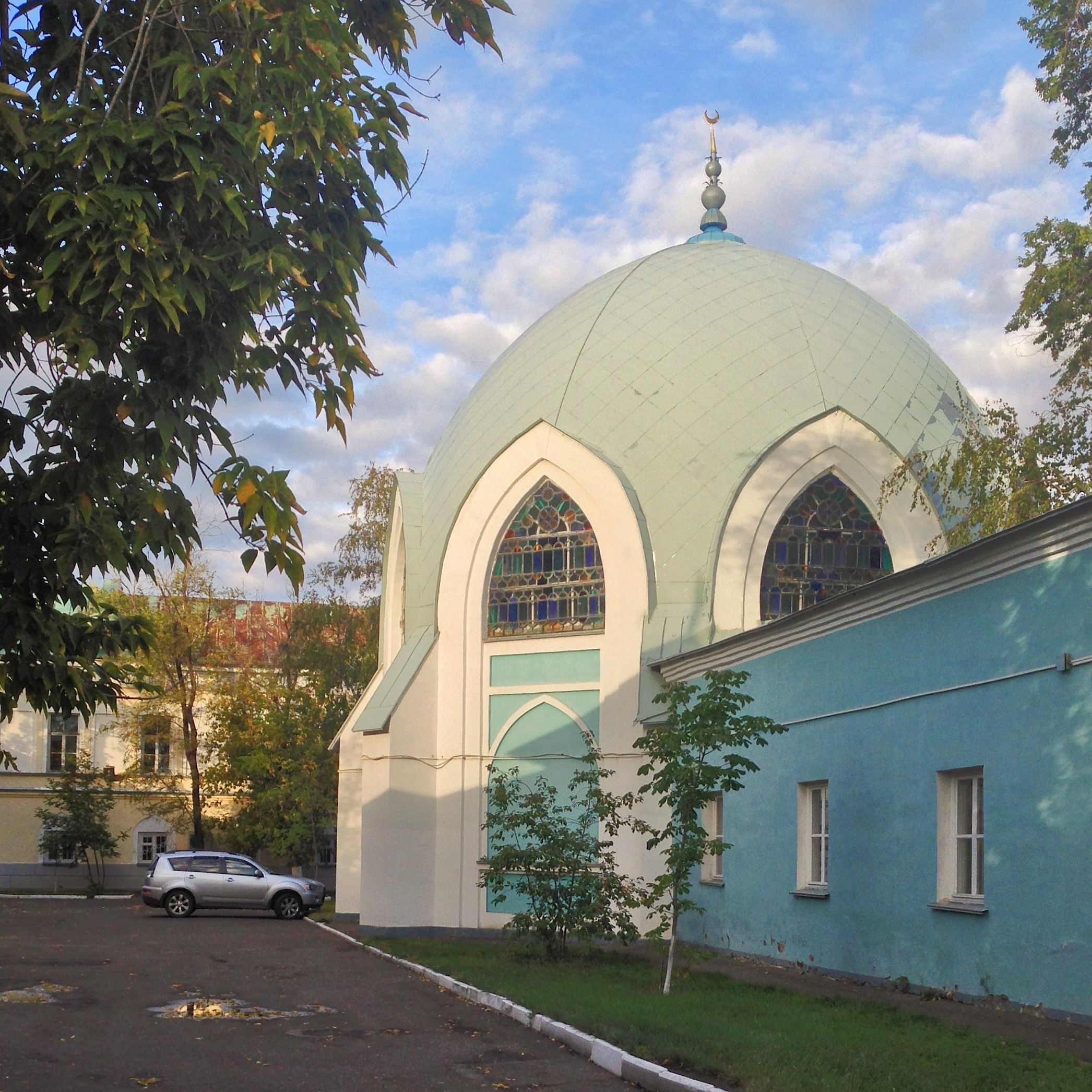
Будівля мечеті

Мечеть розташована в центрі прямокутного внутрішнього двору основного корпусу та є центральним елементом комплексу Караван-сараю. Вона є будівлею, що має в плані форму правильного восьмикутника з діаметром 12,6 м  .
Вибір восьмикутної форми мечеті викликає дискусію у дослідників. Так, археолог С.Є. Смирнов вбачає у ній продовження Брюлловим традиції міста Булгар золотоордынского періоду, викликаних знайомством із малюнками мінаретів у книзі «Креслення руїн древніх Булгар, зняті з натури архітектором А. Шмідтом в 1827 р.» виданою 1834 року. На думку архітектора та мистецтвознавця Б. Г. Калімулліна Брюллов творчо переробив «зразковий план» мечеті з восьмигранною основою 1829 року, надавши їй форму тирме-юрти, що ставилася як житло старійшини в центрі літнього аула. Історик І. К. Загідуллін, погоджуючись з думкою Б. Г. Загідулліна, вбачає також знайомство А. П. Брюллова з нереалізованим проектом «Татарського подвір'я» архітектора А. Н. Вороніхіна, розробленого для Санкт-Петербурга і збереженого в Академії мистецтв.
Корпус мечеті складається з двох елементів: високих стрілчастих арок з легкими заповненнями і куполи, що їх об'єднує. Композиційна схема фасадів чітка та проста. Єдиним мотивом архітектурного рішення фасадів є широкі архівольти, що оперізують вікна та спущені до цоколя. Площини стін нижче вікон розбиті по висоті на три частини небагато виступають тягнутими фільонками  .
Висота мечеті від фундаменту до верху бані дорівнює 18,9 м  . На вершині купола, нижня частина якого має сферичну форму, а верхня — трохи конусоподібну, встановлений невеликий фігурний шпиль, увінчаний півмісяцем. Опорами бані служать стрілчасті арки вікон, що передають тиск від купола на стіни в кутах будівлі, які посилені зовні контрфорсами прямокутного перерізу, що становлять зі стінами єдине монолітне ціле. Ці контрофорси виглядають на фасаді як приставлені стовпи, покриті зверху покрівлею в один скат  .
Вікна мечеті прорізані біля самого основи купола і заповнені ажурними металевими палітурками та різнокольоровими стеклами. Вони надають оболонці бані легкий, невагомий характер  .
Вхід у мечеть розташований з північного боку. Перед входом є легкий тамбур та прямокутне приміщення (3×3,5 м), призначене для зберігання взуття відвідувачів  .

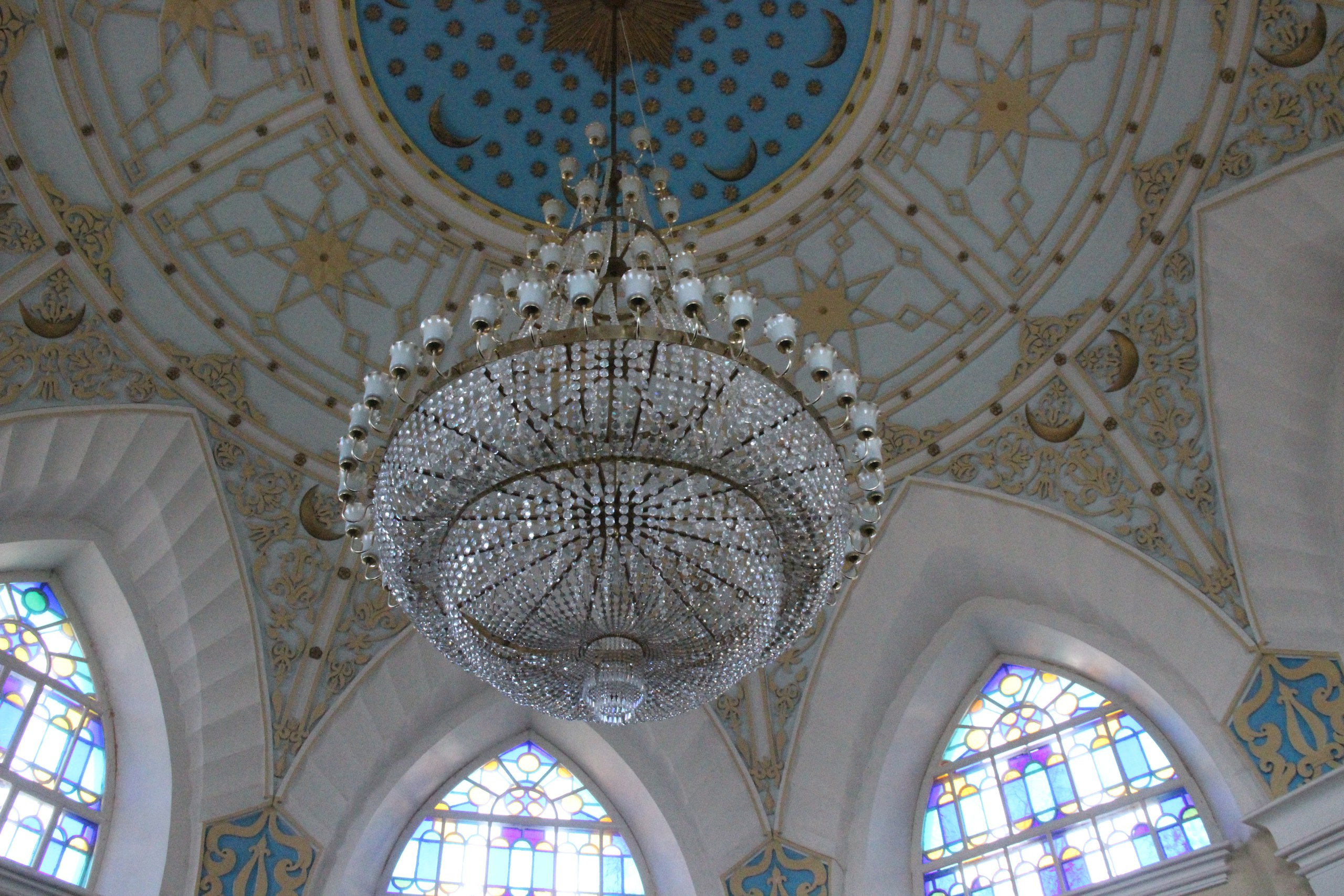
Купол мечеті.

Внутрішнє приміщення мечеті є просторим залом з гладкими, безвіконними, оштукатуреними під мармур стінами, світло в яке потрапляє через вікна, що знаходяться в нижній частині купола. У кутах стіни оформлені пілястрами, що виступають від площини стіни на 15 см. Між пілястрами розміщені таблиці з виконаними визолоченими літерами висловами з Корану. Над ними проходить охоплююча три сторони приміщення неширока, з точеними балясинами галерея. Не доходячи до п'яти арок, пілястри (шириною 70 см) завершуються карнизом, що складається з ряду прямолінійних класичних обломів. На карнизі знаходиться плита, що розширюється догори, що дає природний перехід від пілястри до арок, п'яти яких у місці стику об'єднані попарно і виконані у вигляді капітелів, прикрашених рельєфним ліпленням і старовинним башкирським орнаментом. Лицьовим сторонам арок надано форму неправильного п'ятигранника. Архівольти вікон шириною розділені на дві смуги. Внутрішні смуги, що безпосередньо оперізують вікна, залишені гладкими, зовнішні — оброблені каннелюрами  .
Сфера купола розділена по висоті двома горизонтальними лініями, що йдуть кільцями, на три частини. Верхня частина вирішена у вигляді неба: у центрі на синьому фоні розташоване сяюче сонце, оточене вісьмома півмісяцями та безліччю шестикінцевих зірок. Середня частина розділена на вісім рівних часток тягами, що йдуть у радіальному напрямку від осі пілястр. У центрі кожного з утворених у такий спосіб полів, прикрашених однаковими ліпними візерунками, розміщується восьмикінцева зірка. У нижній частині купола розташовуються арочні вікна, підлога між якими заповнені опуклими арабесками та складним башкирським орнаментом. До середини бані мечеті підвішена позолочена кришталева люстра  .

### Мінарет

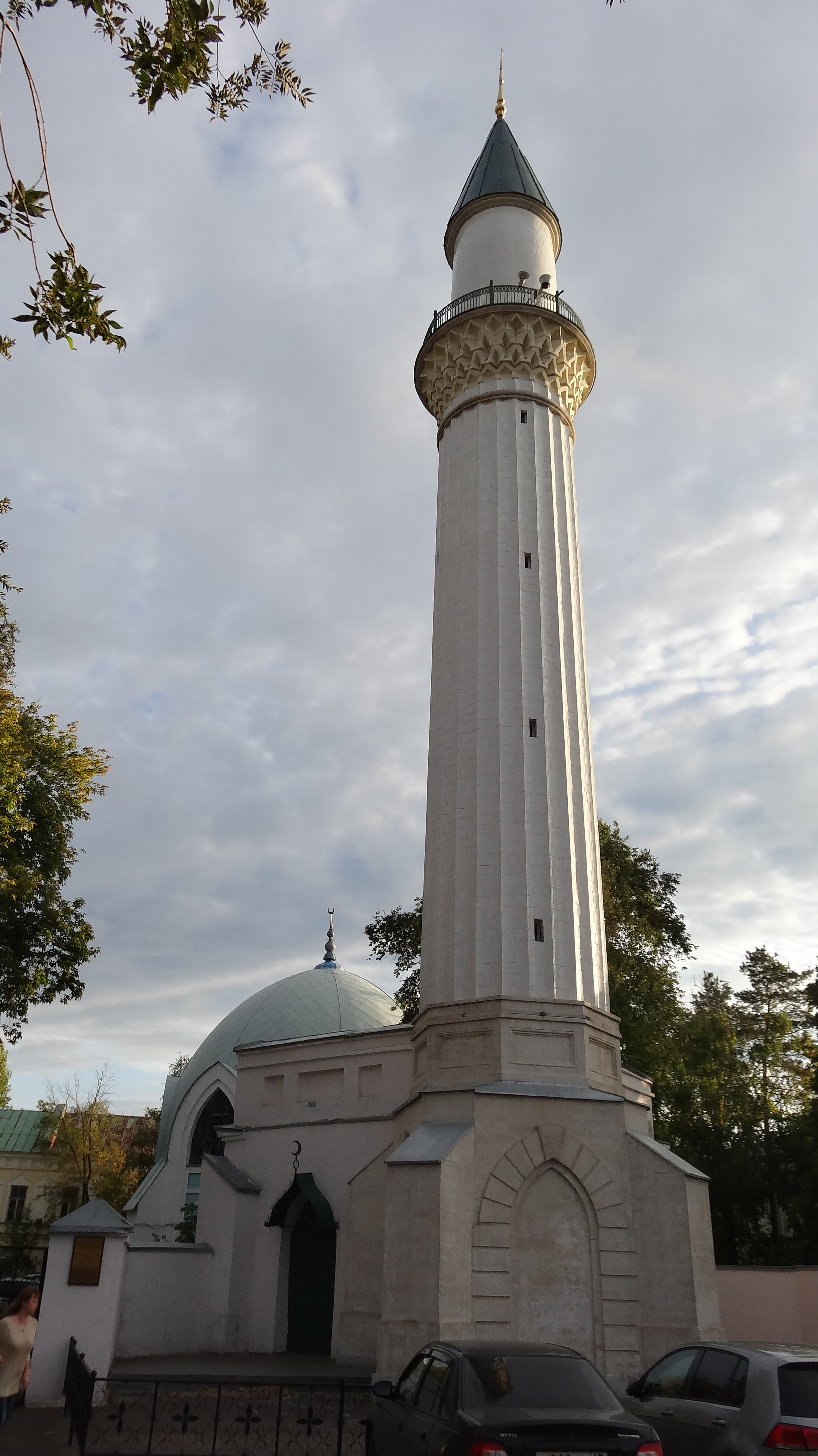
Мінарет.

Мінарет являє собою високу та струнку триярусну вежу висотою 38,76 м, що має вхід з північного боку  .
Нижній ярус мінарета має в плані зовнішнього абрису квадратну форму з розміром сторін 3,5 × 3,5 м і трактований архітектором як п'єдестал для вищележачої частини. На фасадах п'єдесталу з усіх чотирьох сторін розміщені ніші, що трохи відступають, обрамлені стрілчастою аркою з виступаючими клинами і швами. По кутах його кладку посилюють контрфорси метрового перерізу, скошені у своїй верхній частині у вигляді односхилих покрівель. На висоті 5,2 м квадратний план переходить у восьмигранник — квадратне підніжжя переходить у невеликий восьмигранний атіковий пояс, верхня кромка якого оформлена у вигляді тяги, що складається з прямолінійних обломів. Обломи візуально виконують роль своєрідного обруча, що стягує окремі грані мінарета. На поверхні аттикового пояса розміщуються прямокутні лежачі нішки, що підкреслюють контраст між горизонтальним поясом та вертикальними архітектурними елементами споруди. Загалом атиковий пояс згладжує перехід від монументальної основи мінарета до його багатогранного ствола  .
Середній ярус, що становить основний стовбур мінарета, на вигляд є багатогранною (24 грані) каннелюрованою колоною з облицюванням з глазурованих кахлів білого кольору. Вигини каннелюр при сходження утворюють гострі кути, що виступають. Зовнішній діаметр колони становить 3,66 м, внутрішній - 2,1 м. У центрі колони складена друга колона, що має діаметр 0,68 м. На висоті 19 м мінарет прикрашає сталактитовий карниз. Для освітлення в середньому ярусі з південної, північної, східної та західної сторін на різних рівнях виконані по чотири прямокутні вузькі вікна, що мають з внутрішньої сторони розміри 50 × 30 см, а із зовнішньої — 40 × 18 см.
Основний стовбур мінарету вінчає сталактитовий карниз, що має не тільки декоративне значення, а й службовець як основа для влаштованої над ним галереї. Трохи нижче цього карниза стовбур охоплений поясом, що готує перехід до карниза і складається з двох обломів: валика та полички. Над карнизом мінарет оточений легкою галереєю, з огорожею, виконаною з ажурних металевих ґрат.
Третій ярус висотою 5,28 м починається над сталактитовим карнизом і має циліндричну форму, що завершується другим, ледь помітним карнизом. Поверхня ярусу оштукатурена та побілена.
Стіни п'єдесталу складені з точно обтесаних кам'яних блоків пісковика правильної форми з м'яким сіруватим відтінком. Стіни товщиною 0,78 м і внутрішня колона складені з добірної червоної цегли. Місцями в кладці (через два, три і більше рядів) зроблені спеціальні кам'яні пояси, що складаються з одного ряду точно обтесаних блоків, скріплених між собою залізними зв'язками.
Для підйому всередині мінарета служить сходи, що в'ються навколо осьової колони, кам'яні щаблі якої одним кінцем загорнуті в кладку внутрішньої колони, а іншим - в спеціальні борозни в зовнішній стіні. Вона веде до галереї, що охоплює мінарет на висоті 24,3 м. Тут внутрішня колона змінює свій круглий перетин і переходить у квадратний стовп, що є опорою для верхнього покриття мінарету.
Раніше мінарет Караван-сараю був самостійною спорудою, в даний час з'єднаний із приміщенням мечеті.

## Парк Караван-сараю
Раніше Караван-сарай з усіх боків був оточений пейзажним парком, створення якого було задумано одночасно з проектуванням та будівництвом будівель та здійснювалося на початку 50-х років XIX століття . Площа парку перевищувала 5 га. В даний час Караван-сарай оточений парком лише з трьох сторін, з південного боку проходить вулиця ( Парковий проспект ), що розчленувала парк на дві частини. Відокремлена частина парку піддана переплануванню.
Створення парку за умов різкого оренбурзького клімату зажадало величезних зусиль. У парку висаджені як дерева (сосна, ялина, уральська модрина, дуб, в'яз, гостролистий клен, карагач, липа) так і чагарники (бузок, жостер, акація, жимолість та ін.). Весь посадковий матеріал для парку було взято з лісів Стерлітамакського повіту та інших місць Башкирії. Багаторічні дерева у величезних діжках доставлялися до Оренбурга за сто і більше кілометрів.